# Athelia nivea
Athelia nivea är en svampart som beskrevs av Jülich 1972. Athelia nivea ingår i släktet Athelia och familjen Atheliaceae.   Inga underarter finns listade i Catalogue of Life.